# Menno Huising
Menno Huising (født 8. april 2004 i Wateringen) er en cykelrytter fra Holland, der er på kontrakt hos Team Visma | Lease a Bike.